# Pikku Skabram
Pikku Skabram är en sjö i Gällivare kommun i Lappland och ingår i Råneälvens huvudavrinningsområde. Sjön har en area på 0,0708 kvadratkilometer och ligger 369,4 meter över havet.

## Delavrinningsområde
Pikku Skabram ingår i det delavrinningsområde (741974-172047) som SMHI kallar för Ovan Atjejoki. Medelhöjden är 362 meter över havet och ytan är 34,63 kvadratkilometer. Räknas de 29 avrinningsområdena uppströms in blir den ackumulerade arean 508,49 kvadratkilometer. Avrinningsområdets utflöde Råneälven mynnar i havet. Avrinningsområdet består mestadels av skog (73 procent) och sankmarker (18 procent). Avrinningsområdet har 1,44 kvadratkilometer vattenytor vilket ger det en sjöprocent på 4,2 procent.